# Libro de la Música
El Libro de la Música (chino: 乐记; pinyin: Yue Jì o Yueji) es una famosa obra de estética y música de la Antigua China. Está incluido en los 49 libros del Libro de los Ritos, constituyendo su capítulo 19 y es la base para la reconstrucción del perdido texto confuciano Clásico de la Música (樂經; pinyin: Yuejing).

## Autoría
En cuanto a la autoría del Yueji, todavía sigue siendo objeto de debate. El Libro de Sui lo atribuye a Gongsun Nizi, un discípulo de Confucio de segunda generación, y esta opinión era común durante la dinastía Tang. Sin embargo, la versión más actual incluye una referencia al encuentro entre el marqués Wen de Wei (f. 396 a. C.) y Zi Xia (507 – 400 a. C.), que no pudo producirse en vida de Gongsun Nizi. Qiu Qiongsun afirma que otro Gongsun Ni que vivió durante la dinastía Han, fue el autor del libro y posteriormente se atribuyó, erróneamente, al discípulo confuciano más conocido. Para Cai Zhongde (1937 - 2004), historiador de la música, filósofo y profesor del Conservatorio Central de Música de China, sería Liu De
El Yueji es mencionado en el capítulo 'Yiwen zhi' del Libro de Han, que se construyó sobre el Qilue de Liu Xin. Allí, se atribuye su autoría a Liu De, hijo del emperador Jing de Han (劉德) (160-129 a. C.), miembro del clan Han Occidental, rey de Hezhang (en la actual provincia de Hebei) y, que a título póstumo, se convirtió en el rey Xian de Hezhang.
El Libro de Han recoge que:

"Durante el reinado del emperador Wu, el rey Xian de Hezhang era un buen confucianista, y él y Mao Sheng, y otros, recopilaron las palabras de los funcionarios de Zhou y de todos los hijos que hablaban de música para hacer un registro de la música, y presentaron una danza de ocho filas de bailarines, que no estaba muy lejos del sistema."

El contenido del Yueji está también presente en el capítulo Yueshu de los Recuerdos del Gran Historiador. Tanto en el Libro de los Ritos como aquí consta de once capítulos, aunque el orden de los capítulos es diferente. Sin embargo, como sostiene Martin Kern, este capítulo es una adición posterior al trabajo del historiador Sima Qian, que probablemente data del período Han Oriental. Según Kern, esto podría influir en la datación del propio Yueji.
Kong Yingda (574 – 648) registra en su Liji Zhengyi que en su trabajo editorial Liu Xiang (77–6 a. C.) encontró otra variante del Yueji, muy diferente de la de Liu De. Desafortunadamente, de los 23 capítulos conocidos por Liu Xiang, sólo se conocen 11.
La investigación de Scott Cook concluye que la autoría del Yueji por los Estados combatientes es la más probable.
Se puede encontrar material relacionado con el Yueji en el 'Yuelun' de Xun Zi, el comentario al Xici zhuan del Yijing, el 'Gran Prefacio' del Clásico de poesía, el Lüshi Chunqiu y otras fuentes.

## Contenido
El Yueji cree que la música expresa emociones a través del sonido, y las emociones provienen del reflejo de la vida real de las personas. Los cambios en las cosas externas provocan varios cambios en las emociones de las personas, y la música es la expresión de estos cambios emocionales. 
"La música es el nacimiento del sonido, y su origen está en el corazón humano y el sentimiento de las cosas."

### Gobernar el mundo con felicidad
Gobernar el mundo con la música es la idea central del Libro de la Música. 

"La gente tiene la naturaleza de la carne, hueso, corazón y conocimiento, pero no tiene las emociones habituales de tristeza, alegría e ira, que deben ser movidas por las sensaciones. Se deben sentir las cosas y moverse, y luego la mente les dará forma". "Las personas tienen emociones, impulsos y conocimientos instintivos, pero los cambios de tristeza, alegría, felicidad e ira son impermanentes, y las emociones y la conciencia internas sólo pueden formarse mediante la influencia de cosas externas. Por tanto, el control de la música puede convertirse en una herramienta política de clima social.

Así, cuando la música débil y llena de ansiedad es popular, la gente desarrolla sentimientos de preocupación.
Cuando está de moda la música relajante, armoniosa, lenta, fácil, rica y rítmica, la gente se siente bien y feliz.
Cuando está de moda la música atrevida, majestuosa, violenta y llena de pasión, el pueblo puede ser fuerte y perseverante.
Cuando está de moda la música solemne, recta y sincera, el pueblo tendrá sentimientos serios y nobles.
Cuando es popular la música tranquilizadora, fuerte, suave y blanda, el pueblo desarrolla emociones amorosas.

Cuando es popular la música excéntrica, dispersa y lujuriosa, la gente es propensa a las emociones lujuriosas.